# Ścięga wędrowna
Ścięga wędrowna (Notostira erratica) – gatunek pluskwiaka z podrzędu różnoskrzydłych i rodziny tasznikowatych.
Gatunek ten opisany został po raz pierwszy w 1758 roku przez Karola Linneusza jako Cimex elongata.
Pluskwiak o wąskim i bardzo mocno wydłużonym ciele, w przypadku obu pokoleń osiągającym od 6,3 do 7,8 mm długości u samców i od 7,8 do 8,9 mm u samic. Ubarwienie samic jest jasne, podobne do tego u mściela natrawnego, podczas gdy samce mają wierzch ciała czarny z żółtozielonkawymi bokami. Nie krótszą niż szeroką głowę cechuje podłużne wcięcie (rowek) pośrodku ciemienia, przylegające do obrączki apikalnej oczy. Czułki i odnóża są mocno wysmuklone. Powierzchnia przedplecza i tarczki pozbawiona jest punktowania. Półpokrywy mają zakrywkę z dwoma dobrze widocznymi komórkami w użyłkowaniu oraz klinik nie dłuższy niż fragment zakrywki wystający poza niego. Ponadto półpokrywy samic mają proste brzegi zewnętrzne przykrywki, co odróżnia je od podobnego N. elongata. Odnóża mają stopy o pierwszym członie nieco krótszym niż dwa następne razem wzięte. Golenie tylnej pary są pozbawione grubszych szczecinek, natomiast ich wewnętrzne powierzchnie porośnięte są włoskami dłuższymi niż ich średnica. Genitalia samca charakteryzują się stosunkowo długą i wąską lewą paramerą z małym płatem zmysłowym. Samicę cechuje zaokrąglona, nierozszerzona u góry forma struktury tylnej ścianki torebki kopulacyjnej.
Owad w Europie znany z większości krajów oprócz Islandii, Wielkiej Brytanii i Beneluksu. W Polsce występuje na obszarze całego kraju, ale jest rzadszy od N. elongata.